# 恩田侑布子
恩田 侑布子（おんだ ゆうこ、1956年9月17日 - ）は、俳人。静岡県静岡市出身。

## 経歴
静岡県立静岡高等学校在学中より、短歌と俳句を始める。早稲田大学第一文学部文芸専修卒業。在学中に両親が離婚したこともあり、言葉から離れるため、卒業後は陶芸家を志す。その後腎臓病を発症し陶芸の道を断念し、俳句を再開。摂津幸彦に誘われ「豈」同人となる。種村季弘、池内紀、平賀敬らの「酔眼朦朧湯煙句会」、草間時彦捌きの連句「木の会」を終会まで楽しむ。16年間書き溜めた評論をまとめた芸術・俳句論集『余白の祭』を2013年に発表。同作で松本健一の選考により第23回Bunkamuraドゥマゴ文学賞を受賞。現代俳句評論賞選考委員。
2014年1月29日、「感情の華――恋と俳句・日本文化の土壌」と題した講演会がパリ日本文化会館で開催された。同年12月9日、コレージュ・ド・フランスにて「俳句――他者への開け」をテーマに講演。さらに、「花の俳句――日本の美と時間のパラドクス」をめぐる講演と日本語・フランス語による俳句朗読パフォーマンスも行った（12月11日於ジャン・ムラン・リヨン第三大学、同12日於エクス・マルセイユ大学、同13日於パリ日本文化会館）。
2015年9月13日、静岡県立美術館において「富士の国から――日本の美と時間のパラドクス」と題する講演を行った。
『墨』（芸術新聞社）2015年1・2月号より、俳句を中心とした日本文化論「水、 呼び交わす」を連載開始。また、『ひととき』（ウェッジ）2016年1月号より、「土のうた」をクォーターで連載している。
2004年4月からSBS学苑「楽しい俳句」講師。2017年、句集「夢洗ひ」で第67回芸術選奨文部科学大臣賞、現代俳句協会賞を受賞。同年、第9回桂信子賞受賞。2018年より現代俳句協会賞の選考委員。2019年4月より、『読売新聞　夕刊』「たしなみ」エッセー連載（4週毎）。2020年2月号より角川『俳句』「偏愛俳人館」毎号連載。

## 著作
句集
- 『イワンの馬鹿の恋』（ふらんす堂、2000年）
- 『振り返る馬』（思潮社、2005年）
- 『空塵秘抄』（角川学芸出版、2008年）
- 『夢洗ひ』（KADOKAWA、2016年）
- 『はだかむし』（KADOKAWA、2022年）

評論集
- 『余白の祭』（深夜叢書社、2013年）
- 『渾沌の恋人　北斎の波、芭蕉の興』（春秋社、2022年）
- 『星を見る人　日本語、どん底からの反転』（春秋社、2023年）

編著
- 『久保田万太郎俳句集』（岩波文庫、2021年）

朗読
- 『久保田万太郎俳句集（解説）』（岩波文庫Amazonオーディブル　2022年8月刊）

### 活動
選考委員
- 芸術選奨　推薦委員　平成30年〜令和2年度（文化庁主催）
- 芸術選奨　文学部門審査員　令和３年（文化庁主催）
- 現代俳句評論賞　選考委員　2015年〜2017年（現代俳句協会主催）
- 現代俳句協会賞　選考委員2018年〜（現代俳句協会主催）
- 全国高校生俳句大賞　選考委員2021年〜（神奈川大学主催）